# Simitarra grossa
La simitarra grossa (Erythrogenys hypoleucos) és un ocell de la família dels timàlids (Timaliidae).

## Hàbitat i distribució
Viu entre la malesa del bosc, matolls i bambú als turons del nord-est de l'Índia des d'Arunachal Pradesh cap al sud fins al nord-est de Bangladesh, Assam, Manipur i Nagaland, Myanmar, sud de la Xina al sud de Yunnan, Kwangsi i Hainan, Tailàndia (excepte el centre), Indoxina, sud-oest de Cambodja i Malaca